# Ian White
Ian White (ur. 8 kwietnia 1945 w Bristolu, zm. 27 czerwca 2021) – brytyjski polityk, poseł do Parlamentu Europejskiego III i IV kadencji.

## Życiorys
Z zawodu solicitor, praktykował w South Gloucestershire. Został członkiem związku zawodowego TGWU, Co-operative Party i Partii Pracy. W wyborach w 1987 bez powodzenia kandydował do Izby Gmin w okręgu Wansdyke. W latach 1989–1999 z ramienia laburzystów przez dwie kadencje sprawował mandat eurodeputowanego, wchodząc w skład frakcji socjalistycznej. Był członkiem m.in. Komisji ds. Kwestii Politycznych oraz Komisji ds. Środowiska Naturalnego, Zdrowia Publicznego i Ochrony Konsumentów.